# Silvia Costa
Silvia Costa - (4 de mayo de 1963 en Pinar del Río, Cuba) es una atleta cubana ya retirada, especialista en salto de altura y que fue subcampeona mundial al aire libre en Stuttgart 1993, tres veces subcampeona en los Juegos Panamericanos y tiene el actual récord de América con 2.04 m logrado en 1989.

## Biografía
Comenzó a destacar muy precozmente en el atletismo, a finales de los años 70. En 1978 ganó el oro en los Campeonatos de Centroamérica y el Caribe en categoría júnior. Al año siguiente logró este mismo título en categoría sénior.
En 1983 ganó la medalla de plata en los Juegos Panamericanos de Caracas y la de plata en la Universiada de Edmonton, donde solo fue batida por la soviética Tamara Bykova y saltó por primera vez en su carrera por encima de los 2 metros (2.01m) 
Ese mismo año participó en los Campeonatos del Mundo al aire libre de Helsinki, donde ocupó la 10.ª posición en la final.
No pudo participar en los Juegos Olímpicos de Los Ángeles 1984 debido al boicot de su país a esta cita. Lo mismo le ocurriría en los Juegos de Seúl 1988.
En 1985 ganó la medalla de bronce en los Campeonatos del Mundo en pista cubierta de París, donde la ganadora fue la búlgara Stefka Kostadinova. Ese año también ganó el oro en la Universiada de Kōbe.
En 1987 ganó la medalla de plata en los Juegos Panamericanos de Indianápolis y fue 4.ª en los Campeonatos del Mundo al aire libre de Roma.
En 1989 consiguió la victoria en la Copa del Mundo de Barcelona con un salto de 2.04 m que era la cuarta mejor marca mundial de todos los tiempos, y sería el mejor salto de toda su carrera deportiva. En la actualidad sigue siendo el récord de América.
En 1991 una lesión le hizo perderse los Juegos Panamericanos de La Habana y los Campeonatos del Mundo de Tokio. Regresó al año siguiente para participar en los Juegos Olímpicos de Barcelona 1992, donde acabó en 6.ª posición con 1.94 metros.
En 1993 logró uno de sus mayores éxitos en los Campeonatos del Mundo al aire libre de Stuttgart, donde fue subcampeona solo por detrás de su compatriota y amiga Ioamnet Quintero. El doblete de las saltadoras cubanas fue un éxito histórico para este país, que tuvo también al ganador en salto de altura masculino con Javier Sotomayor.
En 1994 consiguió durante los campeonatos nacionales en La Habana, superar por última vez en su carrera la barrera de los 2 metros. Con esta marca fue la líder del ranking mundial del año, algo que ya había sido en 1989. Ese año consiguió también la victoria en los Goddwill Games de San Petersburgo.
Su último éxito a nivel internacional fue la medalla de plata en los Juegos Panamericanos de Mar del Plata en 1995. Ese mismo año participó en los Campeonatos del Mundo al aire libre de Gotemburgo, pero no logró el pase a la final.
Una lesión le impidió participar en los Juegos Olímpicos de Atlanta 1996. Se despidió de manera definitiva del atletismo en el Memorial Barrientos disputado en el Estadio Panamericano de La Habana en mayo de 1997. Tenía 33 años.
Silvia Costa es una de las mejores atletas que ha dado Cuba. Durante casi dos décadas estuvo compitiendo al máximo nivel y obteniendo innumerables éxitos. Únicamente le falto haber ganado una medalla olímpica, lo que probablemente hubiera conseguido de haber podido participar en Los Ángeles '84 y Seúl '88
Además de sus éxitos a nivel internacional, fue cuatro veces campeona nacional de Cuba (1986, 87, 88 y 94)
Su mejor salto es de 2.04 m marca que sigue siendo actualmente la 9.ª del ranking mundial de todos los tiempos.
Tiene una hija, Nathaly, nacida el 1 de julio de 1990, y está casada en segundo matrimonio con el ciudadano español José Sanleandro.

## Resultados
| Año  | Competición                 | Lugar         | Puesto | Marca |
| ---- | --------------------------- | ------------- | ------ | ----- |
| 1979 | Juegos Panamericanos        | San Juan      | 8.ª    | 1.74  |
| 1981 | Copa del Mundo              | Roma          | 8.ª    | 1.83  |
| 1983 | Juegos Panamericanos        | Caracas       | 2.ª    | 1.88  |
| 1983 | Campeonato del Mundo        | Helsinki      | 10.ª   | 1.84  |
| 1985 | Campeonato del Mundo Indoor | París         | 3ª     | 1.90  |
| 1985 | Copa del Mundo              | Canberra      | 4.ª    | 1.97  |
| 1987 | Juegos Panamericanos        | Indianápolis  | 2.ª    | 1.92  |
| 1987 | Campeonato del Mundo        | Roma          | 4.ª    | 1.96  |
| 1989 | Copa del Mundo              | Barcelona     | 1.ª    | 2.04  |
| 1992 | Juegos Olímpicos            | Barcelona     | 6.ª    | 1.94  |
| 1993 | Campeonato del Mundo Indoor | Toronto       | 7.ª    | 1.94  |
| 1993 | Campeonato del Mundo        | Stuttgart     | 2.ª    | 1.97  |
| 1994 | Copa del Mundo              | Londres       | 3.ª    | 1.91  |
| 1995 | Juegos Panamericanos        | Mar del Plata | 2.ª    | 1.91  |
| 1995 | Campeonato del Mundo        | Gotemburgo    | Elim   | 1.85  |